# Auto da fé (powieść)
Auto da fé – powieść Eliasa Canettiego, wydana w 1935 roku. W oryginale tytuł brzmiał Die Blendung, został on jednak zmieniony przy tłumaczeniu angielskim i w tej formie był powielany w innych językach.

## Zarys fabuły
Akcja utworu prawdopodobnie rozgrywa się w Wiedniu. Miasto jednak nie zostało dokładnie określone. Głównym bohaterem jest wybitny sinolog, profesor Kien, znany z ekscentrycznych zachowań. Jest on postacią oderwaną od codziennej rzeczywistości, poświęca się wyłącznie swojej pracy. Główną jego miłością są książki, które w jego hierarchii wartości stoją wyżej niż ludzie. Pomimo to pod wpływem nagłego impulsu postanawia poślubić swoją służącą Teresę, choć sam przyznaje, że kobiety nigdy go nie interesowały. Życie rodzinne, które okazuje się bolesnym zderzeniem z przyziemną i ograniczoną małżonką, prowadzi do załamania uporządkowanego świata Kiena. Pojawiają się w nim kolejni ludzie, których główny bohater nie miał zamiaru poznać.
Powieść kończy się śmiercią Kiena w pożarze biblioteki, którą sam podpala. Canetti wyjaśniał, że inspirację do tego finału czerpał z zamieszek robotników z końca lat dwudziestych. Wtedy to autor zauważył mężczyznę na uboczu, ciągle powtarzającego, że płoną akta. Eliasa bardzo zirytował człowiek, który zamiast losem ludzi był zajęty aktami, dzięki temu jednak stał się on prototypem postaci Kiena, który wcześniej zresztą nosił nazwisko Kant, jednak przed wydaniem książki zostało ono zmienione.